# Světy
Světy (deutsch Swiety) ist eine Ansiedlung der Gemeinde Pustá Rybná in Tschechien. Sie liegt neun Kilometer südwestlich von Polička und gehört zum Okres Svitavy.

## Geographie
Der Weiler Světy befindet sich linksseitig über der Einmündung des Baches Hlučál in die Svratka im Südosten der Žďárské vrchy (Saarer Berge). Nordöstlich erhebt sich der Landrátský kopec (Landratberg, 743 m. n.m.), im Osten der Matoušův kopec (721 m. n.m.), südöstlich der Polsko (682 m. n.m.) und der Na Lunáku (624 m. n.m.), im Südwesten der Panský kopec (655 m. n.m.) sowie nordwestlich der Holý vrch (756 m. n.m.) und die Rybenské perníčky (748 m. n.m.). Der Ort liegt im Landschaftsschutzgebiet Žďárské vrchy. 
Nachbarorte sind Pustá Rybná und Odřenec im Norden, Landráty im Nordosten, Maděra und Telecí im Osten, Spělkov im Südosten, Mrhov und Krásné im Süden, Hatě im Südwesten, Kučerův Mlýn, Lísek und Březiny im Westen sowie Zlomy und Dolánky im Nordwesten.  

## Geschichte
Zu Beginn des 18. Jahrhunderts wuchs die Bevölkerung in den zum Weichbild der königlichen Leibgedingestadt Polička gehörigen Dörfern stark an. In dieser Zeit entstanden außerhalb der alten Dörfer, die sich zumeist in den Bachtälern erstreckten, neue kleine Siedlungen. Eine von ihnen war das an der Grenze zu Mähren gelegene Světy. Die Bewohner waren tschechischsprachig und evangelisch. Erwerbsgrundlage bildete der Anbau und die Verarbeitung von Flachs; die Leinwaren fanden einen guten Absatz. Im Jahre 1789 gab es vier Anwesen in Swiety. Im 19. Jahrhundert begann der Niedergang der Flachsverarbeitung und das Dorf verarmte.  
Im Jahre 1835 bestand das im Chrudimer Kreis gelegene Dorf Swiety bzw. Swětj aus drei Häusern mit 25 protestantischen Einwohnern. Pfarrort war Borowa, der Amtsort Polička. Bis zur Mitte des 19. Jahrhunderts blieb Swiety der königlichen Leibgedingestadt Polička untertänig.
Nach der Aufhebung der Patrimonialherrschaften bildete Světí / Swiety ab 1849 einen Ortsteil der Gemeinde Pusté Rybné / Wüst Rybny im Gerichtsbezirk Polička. Ab 1868 gehörte Světí zum Bezirk Polička. Seit den 1870er Jahren wird Světy als tschechischer Ortsname verwendet. Nach dem Ersten Weltkrieg zerfiel der Vielvölkerstaat Österreich-Ungarn, der Weiler wurde 1918 Teil der neu gebildeten Tschechoslowakischen Republik. Beim Zensus von 1921 lebten in den 7 Häusern von Světy 36 Tschechen. Von 1939 bis 1945 gehörte Světy / Swiety zum Protektorat Böhmen und Mähren. Im Zuge der Gebietsreform von 1960 erfolgte die Aufhebung des Okres Polička; Světy wurde dabei dem Okres Svitavy zugeordnet. Zum 1. Juli 1971 wurde Světy als Ortsteil von Pustá Rybná aufgehoben. 

## Ortsgliederung
Světy ist Teil des Katastralbezirkes Pustá Rybná.

## Sehenswürdigkeiten
- Mehrere gezimmerte Chaluppen
- Ehemalige Wassermühle Kučerův mlýn an der Svratka